# Klaus Pöschl
Klaus Pöschl (geboren am 22. April 1924 in Prag, Tschechoslowakei, gestorben 1991/1992) war ein deutscher Mathematiker, Hochfrequenztechniker und ehemaliger Hochschullehrer sowie wissenschaftlicher Berater der Siemens AG, der insbesondere durch Röhren- und Hochfrequenzforschung an der Entwicklung der Informatik in München Anteil hatte.

## Leben und Wirken
Klaus Pöschl war der Sohn von Martha Pöschl, geborene Mitzky, und des Ingenieurs, Mathematikers und Professors Theodor Pöschl, der 1937 als Lehrstuhlinhaber in Karlsruhe aufgrund seiner jüdischen Ehefrau entlassen wurde. Nach dem Schulbesuch studierte er Mathematik an der Universität Göttingen und an der TH Karlsruhe, wo er 1948 den Abschluss als Diplom-Mathematiker erlangte.
Im Zweiten Weltkrieg war er Volontär an den Deutschen Waffen- und Munitionsfabriken in Posen und für die Kaiser-Wilhelm-Gesellschaft tätig und gehörte 1944 der Gruppe Metallforschung in Urach an. 1948 ließ er eine von ihm entwickelte Lauffeldröhre patentieren. Später folgten weitere Patente, so 1970 gemeinsam mit Werner Veith.
Im Jahr 1950 wurde er an der Technischen Hochschule Karlsruhe zum Dr. rer. nat. promoviert. Nach seiner Habilitierung 1958 wurde er im selben Jahr Privatdozent für Mathematik und Elektrotechnik und ab September 1964 außerplanmäßiger Professor für Mathematik an der Technischen Universität München. In der Entwicklungsabteilung der Röhrenfabrik der Siemens & Halske AG in München (ab 1966 Siemens AG), wo er seit 1951 tätig war, war Pöschl wissenschaftlicher Mitarbeiter im dortigen Röhrenforschungslabor und arbeitete unter anderem mit dem Hochfrequenztechniker Werner Kleen zusammen, und später im Bereich Bauelemente (Wernerwerk für Bauelemente).
Er gehörte der Deutschen Mathematiker-Vereinigung an und war Doktorvater u. a. für Winfried G. Schneeweiss (1974).
Klaus Pöschl heiratete 1948 Lore Auer, lebt im oberbayerischen Oberhaching, mochte Kammermusik und hatte drei Kinder (Thomas, Wolfgang und Gertrud).

## Schriften (Auswahl)
- Über die Wertverteilung der erzeugenden Funktionen Riemannscher Flächen mit endlich vielen periodischen Enden. Karlsruhe 1950.
- Über die Wertverteilung der erzeugenden Funktionen Riemannscher Flächen mit endlich vielen periodischen Enden. In: Mathematische Annalen. 1951, S. 79–95.
- Zur Frage des Maximalbetrages der Lösungen linearer Differentialgleichungen zweiter Ordnung mit Polynomkoeffizienten. In: Mathematische Annalen. 1953, S. 344–349.
- Wellenfortpflanzung längs einer Wendel mit zylindrischem Außenleiter. In: Archiv elektrischer Übertragung. Band 7, 1953, S. 518 ff.
- Raumladungswellen in Plasmaströmungen. In: Archiv elektrischer Übertragung. Band 8, 1954, S. 49 ff.
- Von Schwanungsströmen durch Schwinungskreise. In: Frequenz. 1954, S. 284 ff.
- mit J. Labus: Raumladungswellen in freien Elektronenstrahlen. In: Archiv elektrischer Übertragung. Band 9, 1955, S. 39 ff.
- mit Werner Kleen: Fokussierung von Elektronenstrahlen durch Magnetfelder. In: Archiv elektrischer Übertragung. Band 9, 1955, S. 295–298.
- mit Werner Kleen und Johannes Labus: Raumladungswellen. In: Ergebnisse der exakten Naturwissenschaften. Band 29, 1956, S. 208 ff.
- mit J. Labus und R. Liebscher: Bedingungen für die Minimale Rauschzahl der Wanderfeldröhre. In: Archiv der Elektrischem Übertragung. Band 10, 1956, S. 486–490.
- Mathematische Methoden in der Hochfrequenztechnik. Springer, Berlin/Göttingen/Heidelberg 1956.
- Über Anwachsen und Nullstellenverteilung der ganzen transzendenten Lösungen linearer Differentialgleichungen. München 1956.
- Einführung in die Mikrowellen-Elektronik. 1957.
- Über Anwachsen und Nullstellenverteilung der ganzen transzendenten Lösungen linearer Differentialgleichungen. I. In: Journal für die reine und angewandte Mathematik. 1958.
- mit Werner Kleen: Einführung in die Mikrowellen-Elektronik. Teil II: Lauffeldröhren. Hirzel Verlag, 1958.
- mit W. Veith: Die Brennweite einer Lochblende von endlicher Oeffnung für Elektronenstrahlen endlicher Raumladung. In: Archiv der Elektrischen Übertragung. Band 12, 1958, S. 932–938.
- mit anderen: Taschenbuch der Hochfrequenztechnik. Springer, Berlin/Heidelberg 1962.
- Berechnung der Vorgänge in Raumladungsdioden bei Höchstfrequenzen unter Berücksichtigung der Geschwindigkeitsverteilung. In: Archiv der Elektrischen Übertragung. Band 16, 1962, Heft 8, S. 400–406.
- mit anderen: Vvedenie v ėlektroniku sverchvysokich častot. Moskau 1963.
- Die Analyse von Schaltungen mit einem periodisch arbeitenden Schalter. In: Jahrbuch 1967/68 der Technischen Hochschule München. 1967.
- mit anderen: Mathematische Hilfsmittel des Ingenieurs, Teil I. Springer, Berlin / Heidelberg / New York 1967.
- mit anderen: Mathematische Hilfsmittel des Ingenieurs, Teil II. Springer, Berlin / Heidelberg / New York 1969.
- mit anderen: Mathematische Hilfsmittel des Ingenieurs, Teil III. Springer,  Berlin / Heidelberg / New York 1968.
- mit anderen: Taschenbuch der Hochfrequenztechnik. 3., verbesserte Auflage. Springer, Berlin/Heidelberg 1968.
- Mitteilung aus dem Wernerwerk für Bauelemente der Siemens AG, München. In: Archiv elektrischer Übertragung. Band 22, 1968, Heft 3, S. 146–149.
- mit anderen: Mathematische Hilfsmittel des Ingenieurs, Teil IV. Springer, Berlin / Heidelberg / New York 1970.
- mit Wolfgang Kampczyk: Über Ausgangsqualität und Prüfaufwand bei attributiven Stichprobenverfahren mit großen Stichproben. In: Beiträge zur angewandten Mathematik und Statistik. Prof. Dr. Josef Heinhold zum 75. Geburtstag, 1987, S. 219 ff.

## Auszeichnungen
- 1957: Preis der Nachrichtentechnischen Gesellschaft des VDE